# رجا نواف فرحان المحلاوی
رجا نواف فرحان المحلاوی (عربی: رجا نواف فرحان المحلاوي؛ – ۲۹ مه ۲۰۰۵) سیاستمدار اهل عراق بود.